# Turowo (powiat piski)
Turowo (niem. Turowen, 1938–1945 Turau) – wieś w Polsce, położona w województwie warmińsko-mazurskim, w powiecie piskim, w gminie Pisz. W latach 1975–1998 miejscowość należała administracyjnie do województwa suwalskiego.
Wieś założona w XV w. dawnym starostwie piskim, w ramach kolonizacji Wielkiej Puszczy. Już w roku 1424 po raz pierwszy o 60 łanów dąbrowy w okolicy zwanej Thuraw, między rzeką Pisą (ćwierć mili od rzeki) a młynem Steffensflies (trzy ćwierci od młyna), starał się niejaki Jone z krewnymi. Zobowiązany był do jednej służby zbrojnej z każdych 10 łanów. Najprawdopodobniej Mikołaj później wymieniany w dokumencie lokacyjnym z 1429 r., nie był jego krewnym. Wskazywałoby to na ponowną kolonizację, co w niespokojnym przygranicznym obszarze nie było niczym dziwnym.
Wieś, wymieniana w dokumentach jako Thuraw, Turenn, Tomken feld, Turoβtzicken, Turoffczicken, Stennicko Turoffsken, Krzysztofy, alten Christffs, lokowana na prawie chełmińskim w 1429 r., przez Josta Struppergera komtura bałgijskiego i wójta natangijskiego, na 50 łanach, z obowiązkiem jednej służby lekkozbrojnej, po 15 latach wolnizny. Przywilej lokacyjny wystawiony został dla Mikołaja von Sernaw (z Sarnowa?). 
W 1476 r. Turowo wraz z Siedliskami i Rakówkiem (obecnie najprawdopodobniej Turowo Duże) należały do Krzysztofa Niedżwiedzkiego i Stanisław Turowskiego, a dobra te nazywane były Krzysztofami (Cristochs) najprawdopodobniej od imienia jednego z właścicieli. Nazwisko Turowski mogło brać się od nazwy wsi, a więc wymienieni wyżej Krzysztof i Stanisław mogli być spokrewnieni. Możliwe, że Krzysztof był ojcem Stanisława i pochodził ze wsi Niedźwiedzie koło Pisza.
W 1519 Turowo wymieniane było łącznie z mniejszymi osadami (Piaski, Dziadowo, Lipniki, Siedliska) i Cwalinami, dlatego że znajdowały się w posiadaniu jednego właściciela. W latach 1539–1540 do dóbr Turowa nie należało już Rakówko, które było we władaniu Mikołaja Rakowskiego i stanowiło już osobną osadę (dobra ziemskie). Kolejny raz Turowo wymieniane jest w dokumentach z roku 1579.
Zobacz też: Turowo